# ریبیرا
ریبیرا (به اسپانیایی: Riveira) یکی از دهستان‌های اسپانیا است.

## خصوصیات
ریبیرا ۶۵٫۱ کیلومترمربع مساحت و ۱۴٬۰۰۰ نفر جمعیت دارد.

## خواهرخوانده
شهرهای آدخه و نیوآرک، نیوجرسی خواهرخوانده‌های ریبیرا هستند.